# لیک پاینس (دلاویر)
لیک پاینس (به انگلیسی: Lake Pines) یک منطقهٔ مسکونی در ایالات متحده آمریکا است که در شهرستان ساسکس، دلاویر واقع شده‌است. لیک پاینس ۷٫۹۲ متر بالاتر از سطح دریا واقع شده‌است.